# Mosstengeltongetje
Het mosstengeltongetje (Acrospermum adeanum) is een schimmel behorend tot de familie Acrospermaceae. Het komt voor in wilgenbroekstruweel  en leeft op levende bladmossen.

## Kenmerken
De ascomata zijn (550-) 600-850 × (160-) 200 × 330 (-380) µm. De parafysen zijn circa 1,5 µm in diameter. De asci zijn 8-sporig, cilindrisch, afgerond aan de top, vrij dikwandig, niet blauw verkleurend in jodium en ze meten 350-550 × (9-) 10-12 (-13) µm. De ascosporen zijn glad, gesepteerd, korter dan de asci, met stompe top en uiteindelijk bleekbruin. Ze meten 2-2,5 µm in diameter en zijn 3,8 tot 8,2 µm lang.

## Verspreiding
Het mosstengeltongetje komt voor in Europa en Noord-Amerika.
In Nederland komt het uiterst zeldzaam.

## Foto's

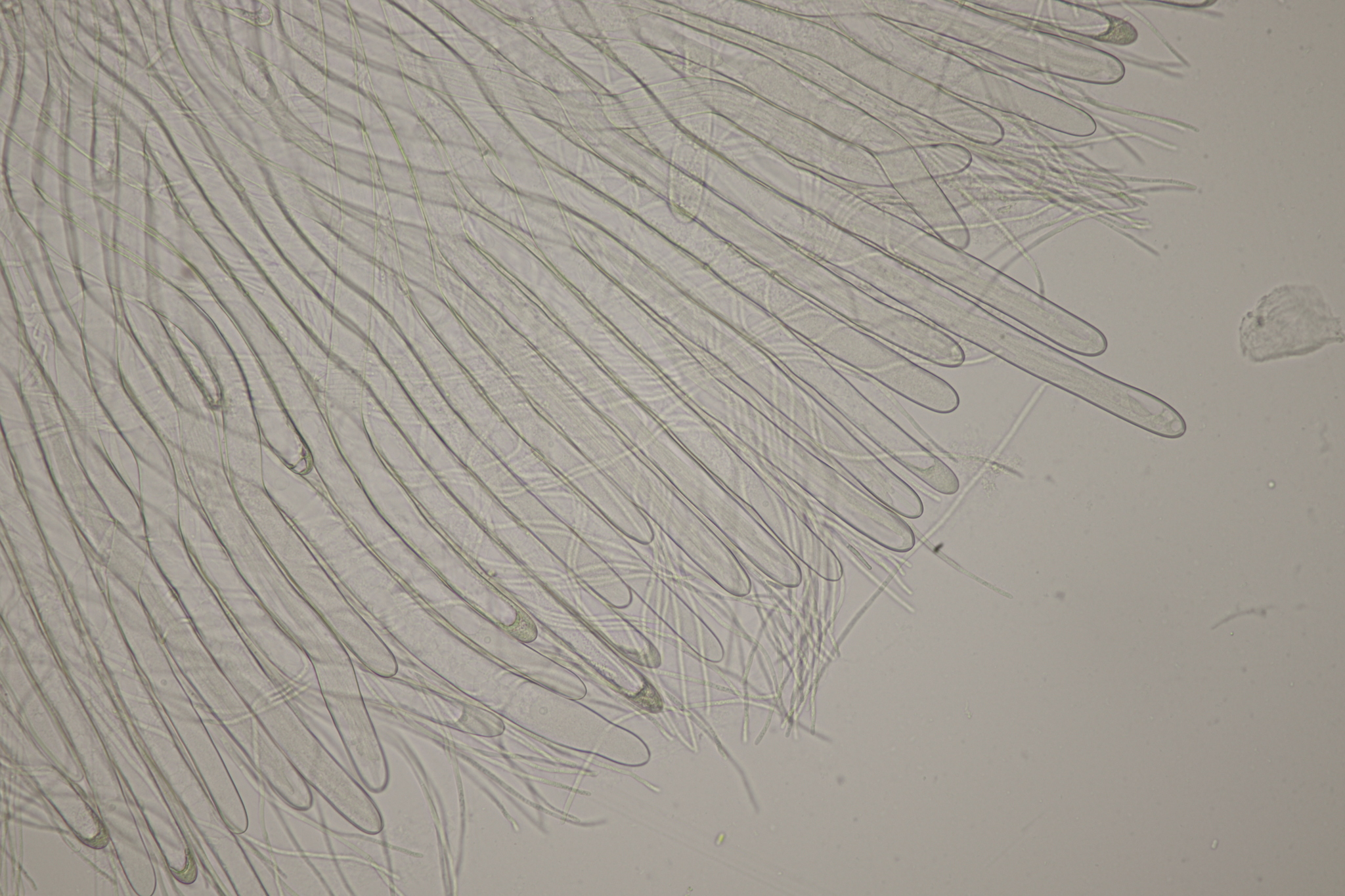
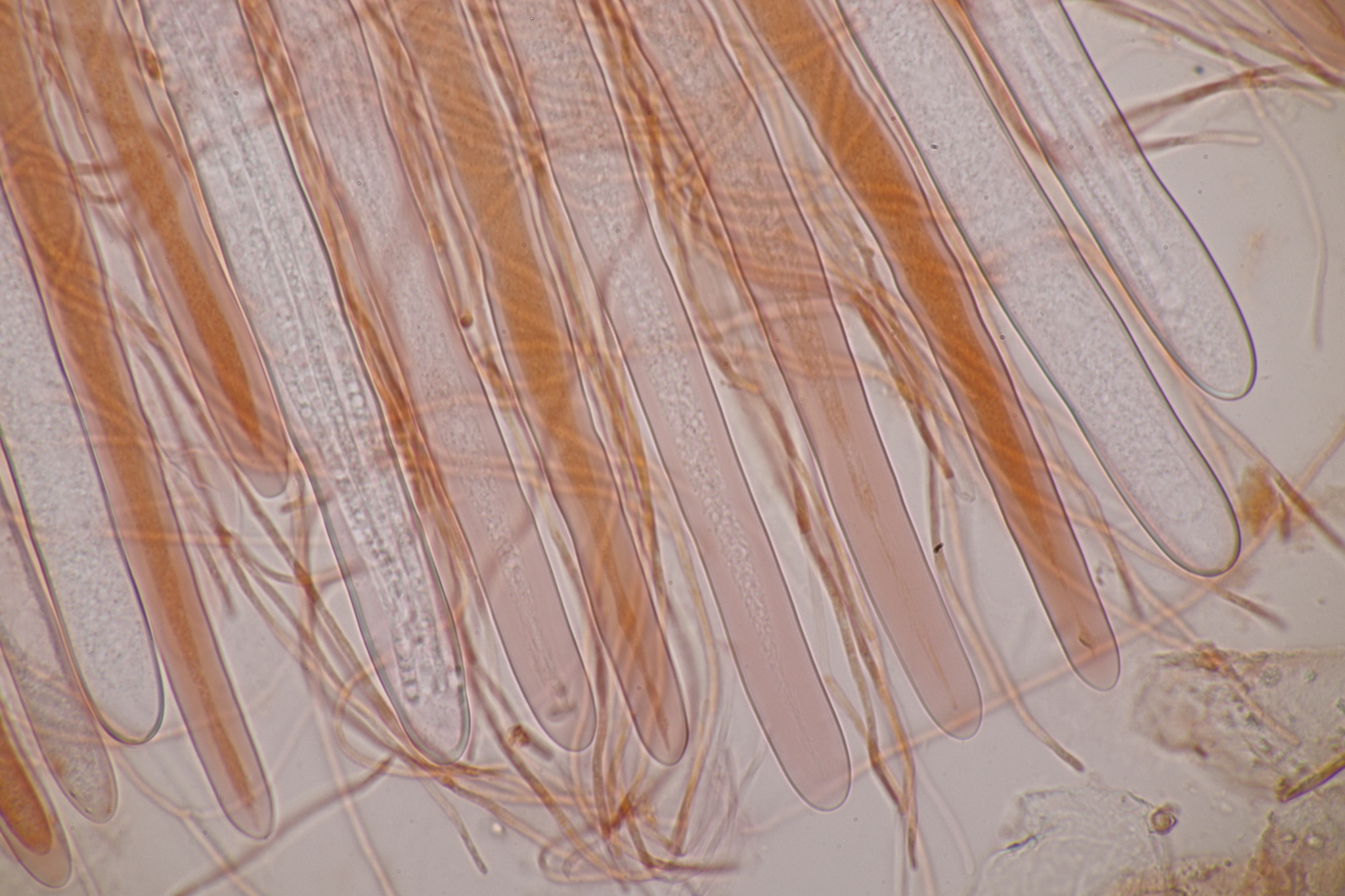
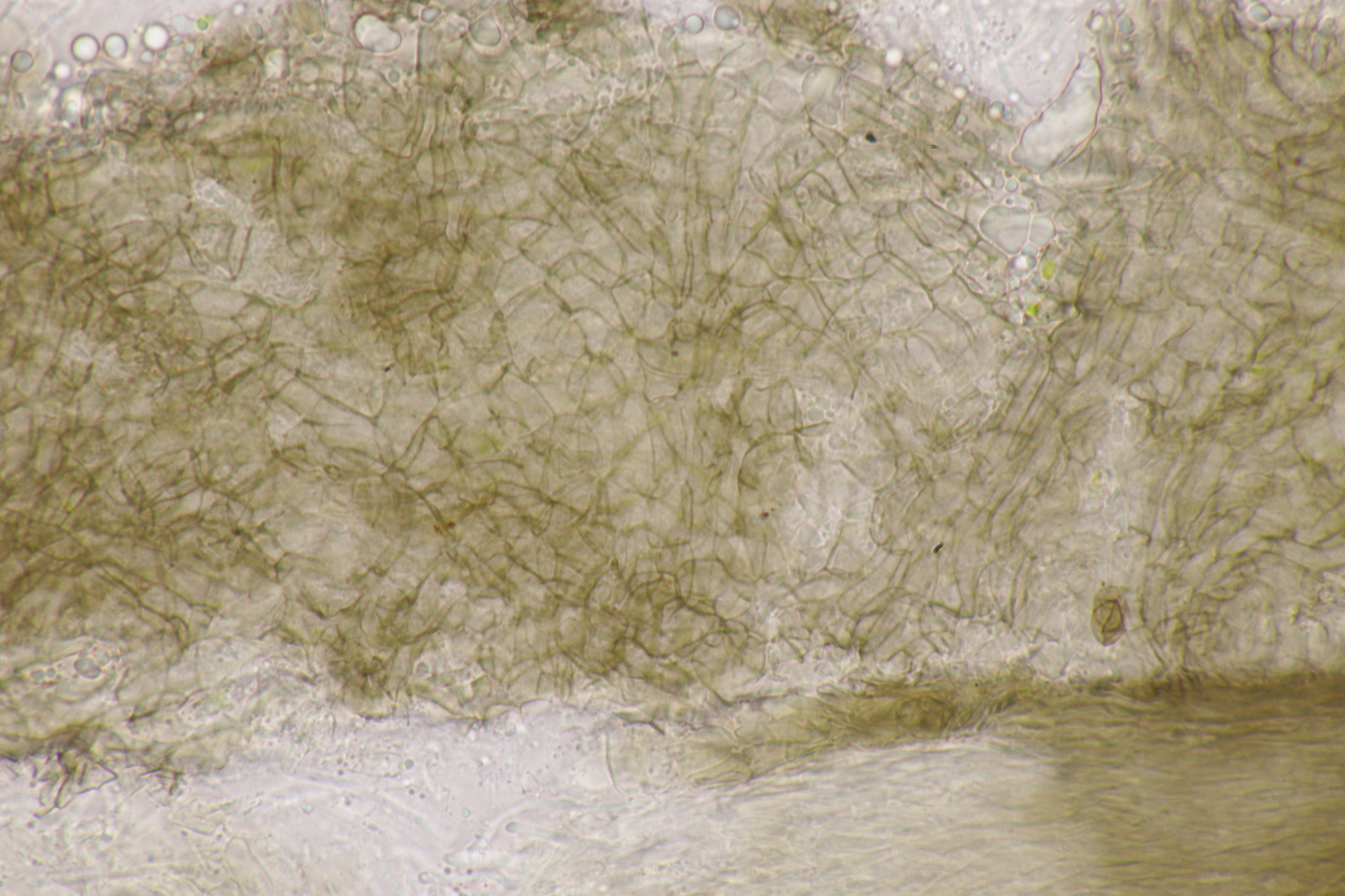